# Divilacan
Divilacan is een gemeente in de Filipijnse provincie Isabela in het noordoosten van het eiland Luzon. Bij de laatste census in 2007 had de gemeente bijna 5 duizend inwoners.

## Geografie

### Bestuurlijke indeling
Divilacan is onderverdeeld in de volgende 12 barangays:
| - Bicobian - Dibulos - Dicambangan - Dicaroyan - Dicatian - Dilakit | - Dimapnat - Dimapula - Dimasalansan - Dipudo - Ditarum - Sapinit |

## Demografie

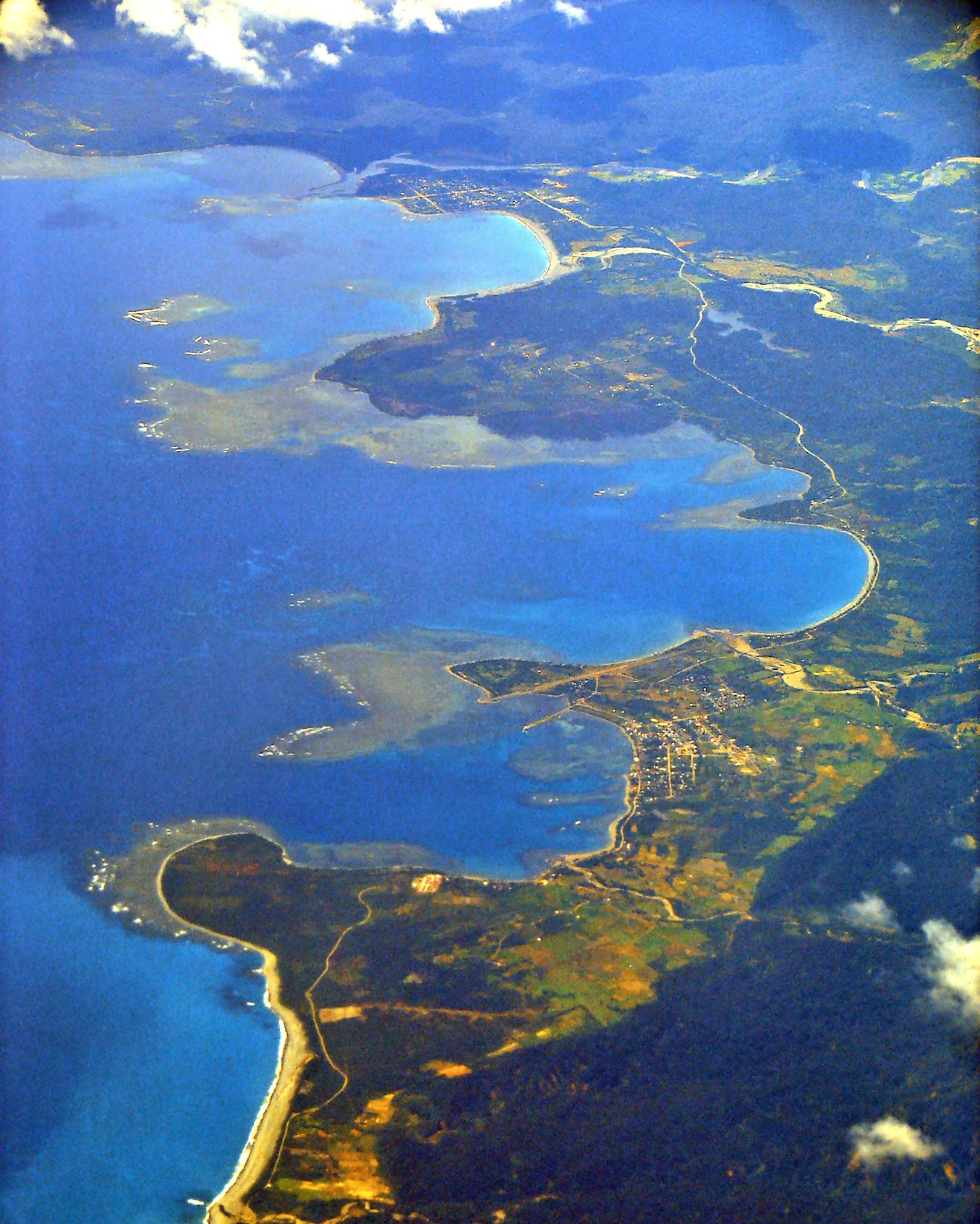
Luchtfoto van Divilacan Baai

Divilacan had bij de census van 2007 een inwoneraantal van 4.602 mensen. Dit zijn 1.189 mensen (34,8%) meer dan bij de vorige census van 2000. De gemiddelde jaarlijkse groei komt daarmee uit op 4,21%, hetgeen hoger is dan het landelijk jaarlijks gemiddelde over deze periode (2,04%). Vergeleken met de census van 1995 is het aantal mensen met 2.009 (77,5%) toegenomen.
De bevolkingsdichtheid van Divilacan was ten tijde van de laatste census, met 4.602 inwoners op 889,49 km², 5,2 mensen per km².